# MWSS-171
Le Marine Wing Support Squadron 171 (ou MWSS-171) est une unité de soutien au sol de l'aviation du Corps des Marines des États-Unis. Connus sous le nom de "The Sentinels", l'escadron est basé à la Marine Corps Air Station Iwakuni, au Japon. L'escadron fait partie du Marine Aircraft Group 12 (MAG-12) et de la 1st Marine Aircraft Wing (1st MAW).

## Mission
Fournir toutes les exigences essentielles de soutien au sol aux escadrons de l'aviation de combat de l'US Marine Corps et à tous les éléments de soutien ou attachés du groupe de contrôle aérien. De plus, l'escadron a pour mission  de compléter les installations et les services de la base aérienne de la Marine Corps Air Station Iwakuni, avec un soutien acheminé via le MAG-12 pour les tâches.

## Historique

### Origine
Le Marine Wing Support Squadron 171 a commencé en tant que détachement "C" du Marine Wing Support Group 17 (en), activé le 16 avril 1979. Formé à partir d'éléments des Wing Engineer Squadron 17, Wing Transportation Squadron 17, et Headquarters Squadron 17. Ayant absorbé le personnel et l'équipement des Marine Air Base Squadrons 12 et 15, le détachement "C" a été renommé Marine Wing Support Squadron 171 le 16 juin 1986.

### Service
- En juin 1991, le mont Pinatubo sur l'île de Luçon (République des Philippines) est entré en éruption de manière catastrophique et des éléments du MWSS'171 ont assisté les secours aériens.
- Des éléments du MWSS-171 ont servi parmi les quelque 30.000 militaires américains qui ont participé à l'Opération Restore Hope en Somalie en 1992.
- Guerre contre le terrorisme : Opération Enduring Freedom et Opération Iraqi Freedom
- Après que le tsunami de 2011 a frappé le Japon, l'escadron a fourni un soutien pour le transport de fournitures aux victimes du tsunami.
- Le MWSS-171 a mené plusieurs exercices dans le Pacifique, démontrant sa capacité à soutenir les groupes d'avions marins dans des environnements et des conditions expéditionnaires.